# Кварцевая лампа

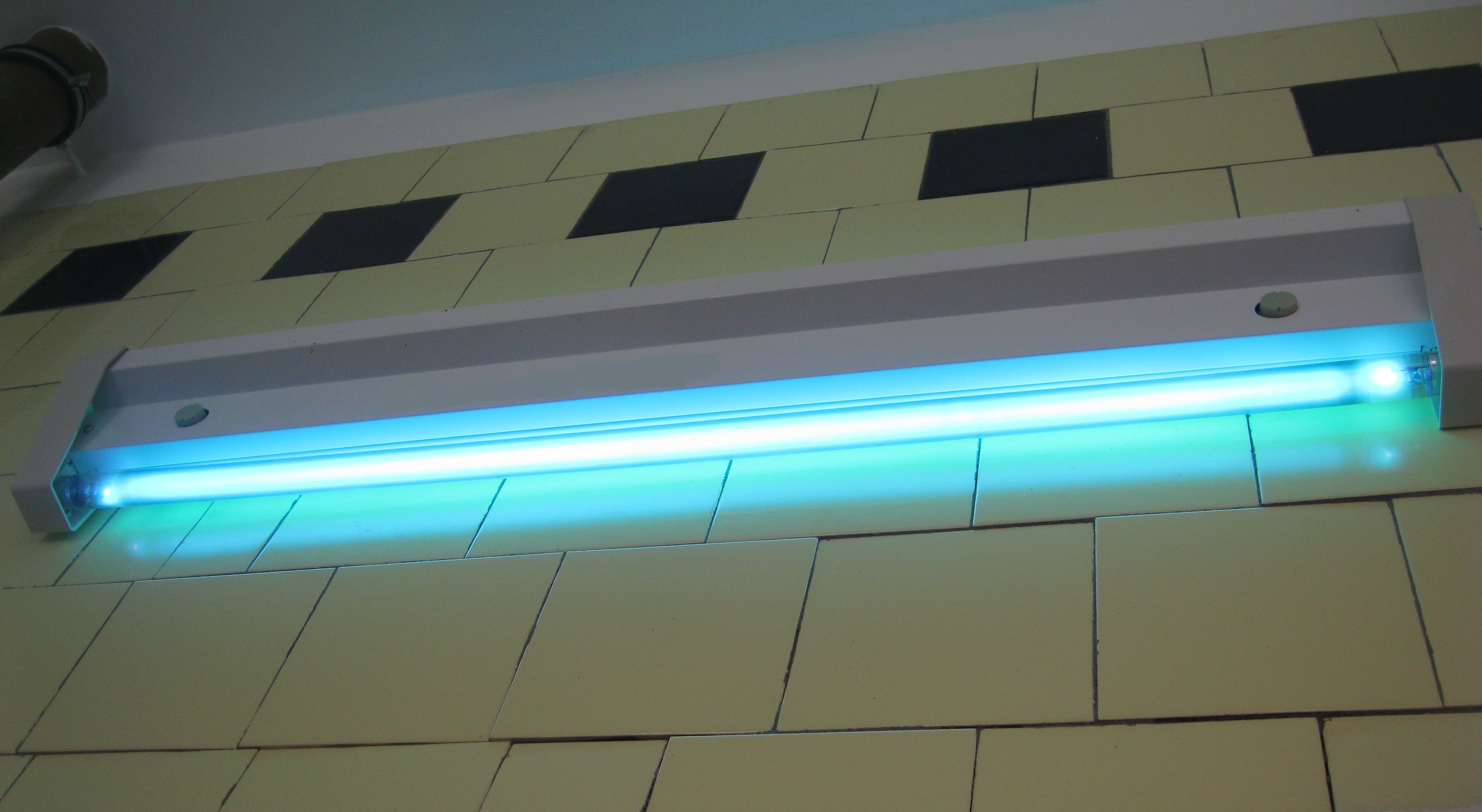
Включённая бактерицидная лампа (ДБ-30)

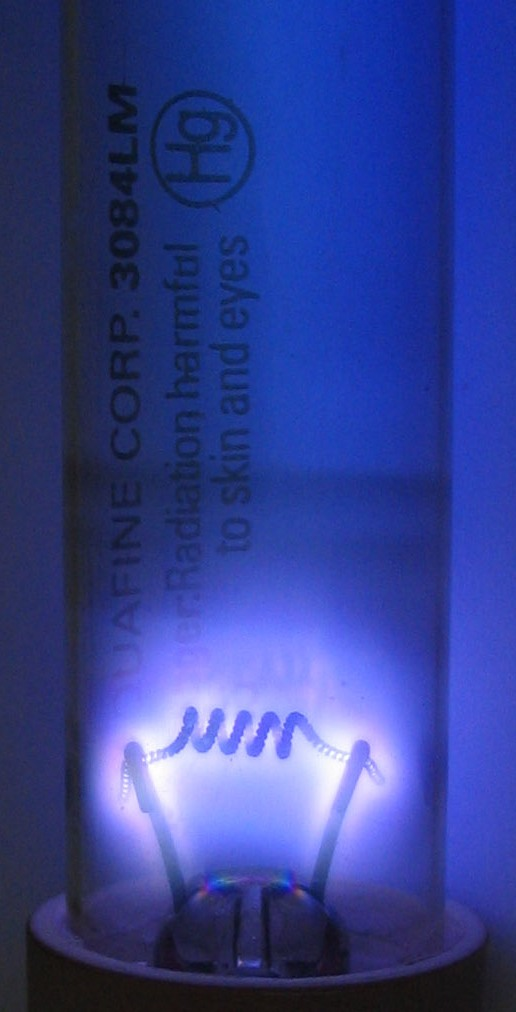
Газовый разряд в бактерицидной ртутной лампе низкого давления

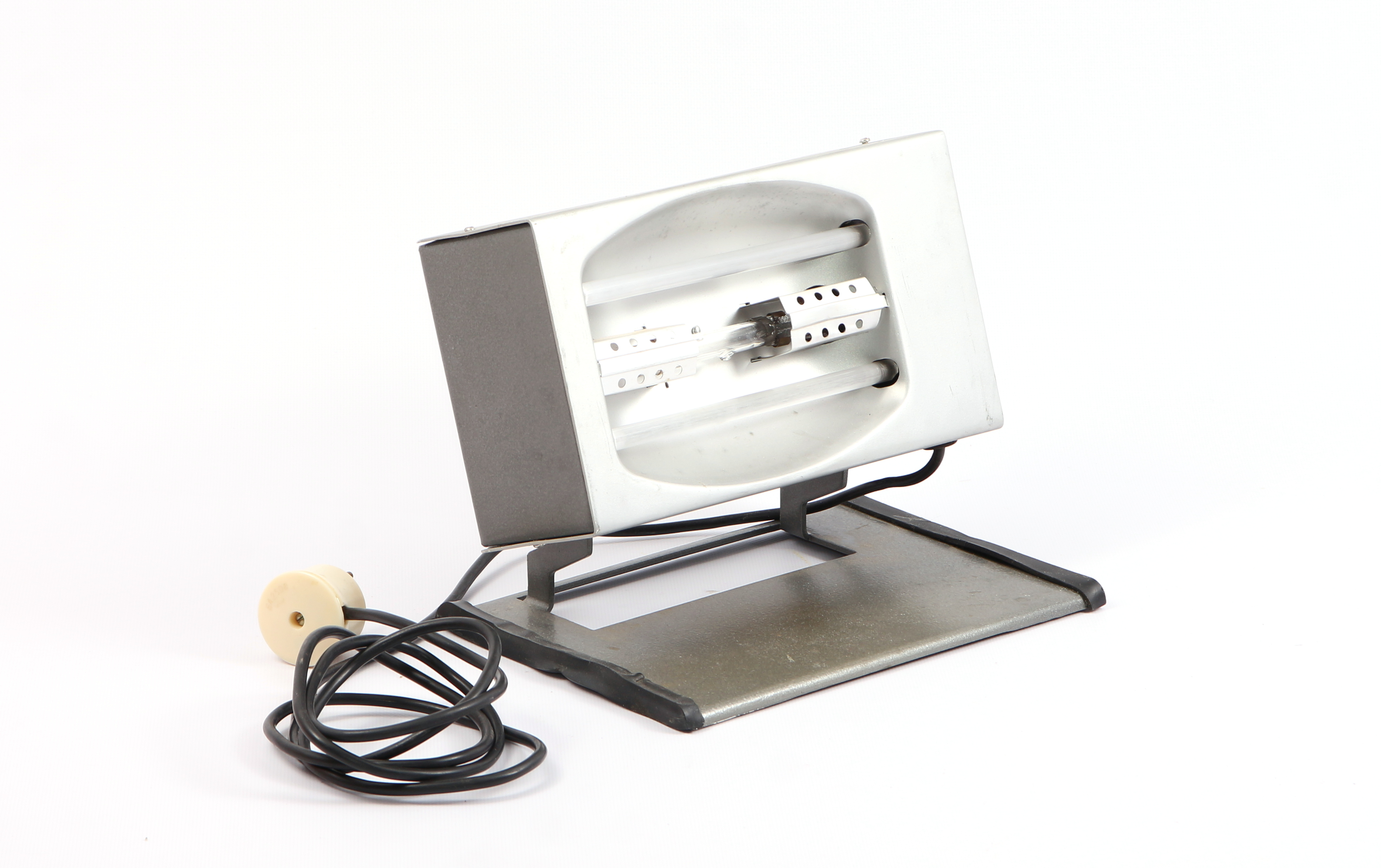
Советский ультрафиолетовый облучатель бытовой (УФО-Б) с ртутной дуговой лампой типа ДРТ-125, похожей по устройству на горелку лампы ДРЛ.

Кварцевая лампа (или озоновая лампа) — электродуговая ртутная газоразрядная лампа с колбой из кварцевого стекла, предназначенная для получения жёсткого (UVC) ультрафиолетового излучения. Название «озоновая» дано из-за того, что жёсткий ультрафиолет с длиной волны 185 нм вызывает образование озона из-за ионизации кислорода воздуха. В отличие от обычного стекла, кварцевое стекло пропускает жёсткий ультрафиолет (с длиной волны ~185 нм), что и позволяет ему обеспечивать обеззараживающий эффект использования таких ламп. Излучение этих ламп опасно для глаз и открытых участков кожи, также ядовит и озон, образующийся при работе данного источника излучения. При работе кварцевой лампы в помещении не допускается нахождение в этом же помещении людей и домашних животных.
Человек видит свет от кварцевой лампы бледным сине-зелёным, поскольку основная часть спектра излучения такой лампы не видна, а синий свет наиболее близок в доступном для восприятия человека спектре к ультрафиолетовому, который является основным у этих ламп.
Иногда кварцевой лампой ошибочно называют мощную лампу накаливания с колбой из термостойкого плавленого кварца с заполнением парами галогенов, однако в настоящее время это название можно считать устаревшим. Такие лампы сейчас обычно выполняются газонаполненными и во избежание путаницы именуются галогенными. Они не имеют прямого отношения к кварцевым лампам и имеют другую функциональность и назначение — это компактные мощные источники видимого света, широко применяемые в прожекторах, автомобильной светотехнике и в авиации. Также иногда ошибочно называют кварцевыми лампами ультрафиолетовые лампы, являющиеся бактерицидными. У бактерицидных ламп стекло поглощает ультрафиолетовое излучение с длиной волны ~185 нм, пропуская более «мягкое» с длиной волны 250—380 нм, именно такие лампы ставятся в облучатели-рециркуляторы.

## История открытия
История изучения ультрафиолетового излучения началась в 1800 году, когда Уильям Гершель впервые открыл невидимую глазу часть спектра. Год спустя его коллега Иоганн Вильгельм Риттер представил полноценные научные доказательства существования ультрафиолетового излучения.
Медицинское применение ультрафиолета началось почти сто лет спустя, в 1892 году, когда английским учёным Гарри Маршаллом Уордом было обнаружено благотворное влияние ультрафиолета, который при определённом времени воздействия уничтожает бактерии и микробы. Впервые кварцевая лампа для медицинского применения была изготовлена в 1906 году в ходе совместной работы Ричарда Кёха, первым получившего кварцевое стекло, и Рещинского.
В 1918 году был открыт ещё один эффект воздействия кварцевых ламп. За счёт излучаемого ими ультрафиолета они могут использоваться в медицине для восполнения дефицита солнечного света и борьбы с последствиями рахита. Это открытие принадлежит немецкому учёному Курту Гульдчинскому. Открытие было совершено экспериментальным путём, в ходе эксперимента доктор Гульдчинский облучал группу пациентов кварцевыми лампами. Самого младшего из его пациентов звали Артур, ему было три года, и именно на нём был наиболее выражено замечен эффект укрепления костной системы благодаря воздействию ультрафиолета. Позднее экспериментальным и опытным путём было доказано, что ультрафиолет, как естественного происхождения, так и искусственного, способствует выработке организмом человека витамина D, необходимого для усвоения кальция и нормального формирования костной ткани. Это впервые было продемонстрировано в 1923 году американским биохимиком Гарри Стенбоком, который использовал ультрафиолет для облучения пищи. Одновременно с ним свои работы вёл ещё один учёный, А. Ф. Гесс, который сумел доказать выработку витамина D в человеческом организме под воздействием ультрафиолета.
С этого времени использование кварцевых ламп в медицине находит широкое применение.

## Применение

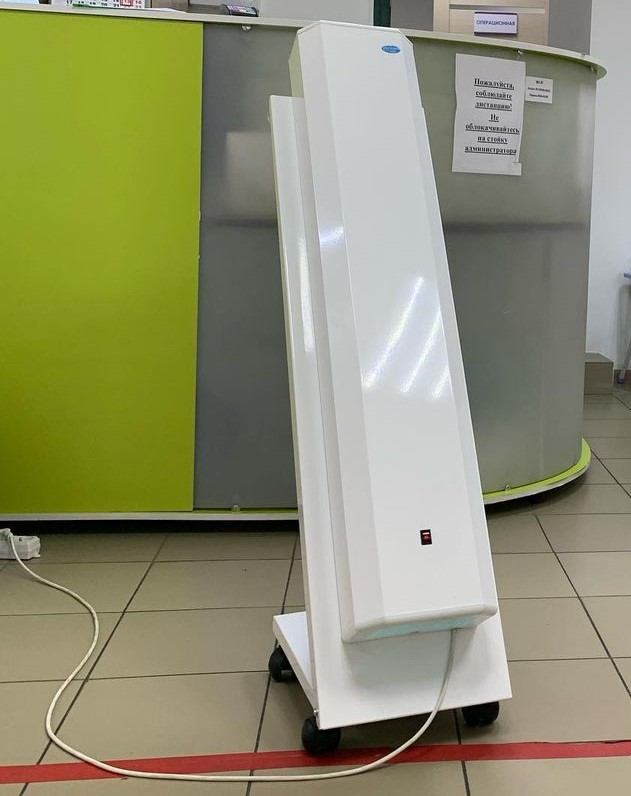
Кварцевая лампа (рециркулятор) закрытого типа в лечебном учреждении

С 1906 года, когда был открыт обеззараживающий эффект от облучения кварцевыми лампами, они начали применяться для дезинфекции помещений. С 1910 года была установлена связь между интенсивностью и временем воздействия ультрафиолетового излучения и достигаемым при этом бактерицидным эффектом. Это открытие было использовано медиками во время Первой мировой войны для обеззараживания помещений в госпиталях.
С 1919 года кварцевые лампы используются как источник ультрафиолета для страдающих рахитом детей. Их использование в данном направлении началось после опытов немецкого учёного Курта Гульдчинского, на практике доказавшего эффективность воздействия ультрафиолетового излучения кварцевых ламп для излечения последствий рахита. Уже через год после его опытов в Германии было массово введено облучение малолетних детей кварцевыми лампами.
В 1930-х годах началось активное развитие производства кварцевых ламп в США и Германии, несколько позднее, в 1950-х годах применение кварцевых ламп было внедрено и в СССР. В Советском Союзе их внедрение стало настолько массовым, что облучение детей кварцевыми лампами в качестве профилактики рахита было введено в каждом детском саду.
В современном мире кварцевые лампы также применяются в теплицах и оранжереях для предотвращения заболевания растений и увеличения интенсивности их роста. Также облучение кварцевыми лампами применяется в зоотехнии и ветеринарии, в том числе в зоопарках для обеспечения молодняка животных и птиц необходимым количеством ультрафиолета.

### Применение кварцевых ламп в современной медицине
Кварцевая лампа предназначена для общих и внутриполостных облучений в эффективном спектральном диапазоне излучения 205—315 нм (УФС-диапазон) при воспалительных заболеваниях в оториноларингологии в лечебных, лечебно-профилактических, санаторно-курортных учреждениях, а также на дому по рекомендации врача и рекомендуется при следующих заболеваниях:
- в терапии — лечение артритов, воспалительных заболеваниях органов дыхания, бронхиальной астмы;
- в хирургии — лечения гнойных ран и язв, пролежней, ожогов и отморожений, маститов и т. д.;
- в стоматологии — для лечения афтозных стоматитов, пародонтоза и др.;
- заболевания и травмы опорно-двигательного аппарата;
- кожные заболевания и другие.

## Меры безопасности при работе
В результате кварцевания воздух обогащается озоном, который, в свою очередь, также дезинфицирует воздух. Озон ядовит, поэтому после кварцевания помещение следует проветривать.
При правильном соблюдении режима использования лампы кварцевание вреда не несёт. При неправильном использовании может привести к ожогу глаз и раку кожи.
В медицинских учреждениях кварцевание в настоящее время достаточно широко применяется с бактерицидной целью.
Перед включением кварцевой лампы необходимо покинуть помещение, и вывести из него всех домашних животных. На работающую лампу категорически нельзя смотреть и пытаться под ней загорать — это приведёт к ожогу сетчатки и к меланоме.

## Утилизация кварцевых ламп
Для утилизации кварцевых ламп существуют определённые правила, их утилизация с бытовыми и промышленными отходами не допускается, так как они содержат ртуть.
Выбрасывать использованные кварцевые лампы в мусоропроводы и уличные мусорные контейнеры строго запрещено, поскольку это может привести к загрязнению воздуха токсичными парами ртути. Уровень содержания ртути в кварцевых лампах таков, что при нарушении целостности одной медицинской кварцевой лампы заражение воздуха может достигать объёма более 5 000 кубических метров.

### Правила утилизации кварцевых ламп
Кварцевые лампы относятся к отходам первого класса опасности.
Сбор отходов в данном случае производится на месте, отдельно от обычного мусора, при этом использованные лампы сортируются по диаметру и длине, после чего укладываются в специальные коробки для безопасного хранения и транспортировки к месту утилизации. До отправки на утилизацию они должны храниться в отдельном помещении.
Утилизацией таких отходов занимаются специализированные организации, имеющие государственную лицензию на осуществление данных работ. Каждая лампа транспортируется в отдельной упаковке, гарантирующей то, что она не будет разбита при перевозке.
Процесс утилизации представляет собой демеркуризацию.
За нарушение правил утилизации такого рода отходов налагаются крупные штрафы, а также может наступить уголовная ответственность (в зависимости от последствий и объёма причиненного нарушением ущерба).